# Linköpings centralstation
Linköpings centralstation er en svensk jernbanestation i byen Linköping i Östergötland i det østlige Sverige. Stationen ligger på Södra stambanan og er udgangspunkt for Stångådalsbanan. Den åbnede i 1872  og stationsbygningen er tegnet af arkitekten Adolf W. Edelsvärd.